# 3,7-cm-Sockel-Flak L/14,5
Die 3,7-cm-Sockel-Flak L/14,5 war eine automatische Flugabwehrkanone (Flak) der deutschen Armee im Ersten Weltkrieg.

## Entwicklungsgeschichte
Die Entwicklung der Luftabwehr im Ersten Weltkrieg verlief völlig anders als von den deutschen Militärs und der Militärverwaltung erwartet. Vor dem Krieg war man der Überzeugung, dass für die Entwicklung und Einführung eines solchen Geschütz etwa acht Jahre benötigt würde. Auch wurde immer ein Wettbewerbsentwurf eingefordert.
Anfangs war man der Meinung, mit Luftschiffen oberhalb der Möglichkeiten der Jagdflugzeuge operieren zu können. Durch die Leistungssteigerung der Jagdflugzeuge musste bald für die Luftschiffe eine Bewaffnung ersonnen werden, die prinzipiell in der Lage sein sollten, ein Flugzeug mit einem einzelnen Treffer auszuschalten. Die Wirkung von Maschinengewehren mit Gewehrkalibern wurde wegen der geringen Masse der Geschosse als unbefriedigend empfunden. Als Konsequenz folgte die Entwicklung eines leichten Geschützes im Kaliber 3,7 cm, welches in den Gondeln der Luftschiffe zum Einsatz kommen sollte. Hierzu dürfte der Rückstoß die Lafette nicht zu stark belasten und die Masse der Waffe sollte möglichst gering sein. Das Geschütz wurde von Krupp konstruiert, doch als dieses zur Verfügung stand, war bereits entschieden, dass die Land-Streitkräfte keine weitere Zukunft für den Luftschiffeinsatz sahen. Inzwischen waren günstigere, größere und leistungsfähigere Flugzeuge entwickelt worden. Die Marine setzte weiterhin Luftschiffe für Aufklärungszwecke ein, doch diese wurden in der Regel nicht von Jagdfliegern bedroht.
An der Kriegsfront und in der Etappe wuchs die Bedrohungslage durch feindliche Flugzeuge. Hohe, langsam fliegende Bomber waren mit den umgebauten Feldgeschützen und den später konstruierten größeren Flak zu bekämpfen, doch kleine schnell fliegende Jagdflugzeuge in geringerer Höhe, waren zu schnell für die langsam zu richtenden, großen Geschütze. Der Bedarf für eine leichte, schnell feuernde Flugabwehrkanone war somit entstanden. Man entsann sich des Kruppschen Entwurfes, der für die Luftschiffe konzipiert wurde und konstruierte eine zerlegbare, leichtere Waffe, die im Mannschaftstransport bis in die vorderen Linien der Front gebracht werden konnte. Die 3,7-cm-Sockel-Flak L/14,5 war das Resultat dieser Entwicklungen.

## Technik
Bei der Sockel-Flak handelte es sich um einen vollautomatischen Gasdrucklader, der Sprenggeschosse im Kaliber 37 mm mit zwei Kupferführungsringen verschoss. Es handelte sich dabei um Patronenmunition mit der Kaliberangabe 37×101SR. Die Lafettierung der Waffe erfolgte durch ein Sockelpivot mit drei langen Auslegern. Waffe und Lafette konnten in vier Traglasten zerlegt über kürzere Entfernungen im Mannschaftszug und über längere Strecken von zwei Zugtieren als eine Last auf einem Karren transportiert werden. Der Schütze saß links auf einem Sitz und richtete mit einer Hand horizontal und mit der anderen Hand vertikal. Der Abzug wurde mit dem rechten Knie des Schützen bedient. Die Technik der Waffe war nicht für den Einsatz im Feld konstruiert worden und daher anfällig für die dort übliche Verschmutzung. Die theoretische Feuerrate lag bei 120 Schuss pro Minute, die aber wegen des von oben aufgesteckten Magazins mit 10 Schuss praktisch nicht zu erreichen waren, da der Magazinwechsel eine gewisse Zeit beanspruchte. So blieb auch bei diesem Geschütz das Zeitfenster für die Bekämpfung eines fliegenden Zieles begrenzt.

## Einsatz
Die ersten 20 Geschütze wurden im Dezember 1917 ausgeliefert, bis zum Waffenstillstand waren schließlich 150 Geschütze bei der kaiserlichen Armee angekommen.

## Weitere Verwendung

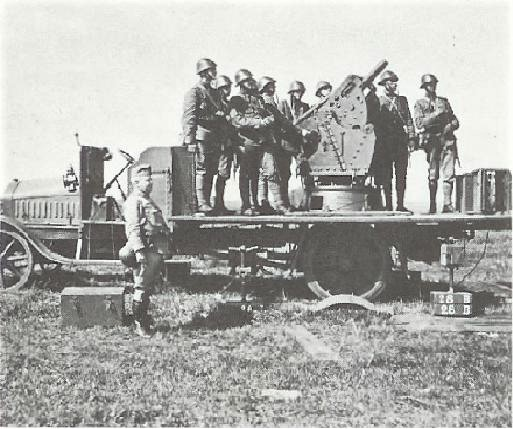
Verwendung als Beutegeschütz nach dem Ersten Weltkrieg bei der Niederländischen Armee

Nach dem Ersten Weltkrieg erwarb die niederländische Armee verschiedene Geschütze von den Siegermächten. Auch das seinerzeit moderne Luftabwehrgeschütz 3,7-cm-Sockel-Flak gehörte dazu. Ein Foto aus jener Zeit zeigt ein solches Geschütz auf einem Lkw montiert. Beim Überfall auf die Niederlande, Belgien und Luxemburg im Mai 1940 war das Geschütz bereits veraltet und bei den niederländischen Streitkräften wahrscheinlich nicht mehr im Einsatz.

## Museale Rezeption
Das Museum Musée Royal de l'Armée in Brüssel hat, obwohl das Geschütz in geringer Zahl gefertigt und in den Wirren des Zweiten Weltkrieges viele ausgestellte Waffen in den europäischen Museen verloren gingen, eine 3,7-cm-Sockel-Flak im Bestand.